# Lyhty (Aalto)
Lyhty (finnois : Lyhty), est un bâtiment pour la restauration du personnel de l'université de Jyväskylä construit sur Seminaarinmäki à Jyväskylä en Finlande.

## Histoire
Lyhty est à l'origine conçu par Alvar Aalto pour servir de réfectoire des enseignants.
C'est l'un des trois édifices formant une chaîne de bâtiments avec Lozzi et Philologica réalisée en 1954. 
Le bâtiment étant peu utilisé dans sa fonction d'origine sera transformé en un espace de réunions et de fêtes.
Lyhty diffère de Lozzi par ses matériaux et son agencement.
Avec ses grandes surfaces vitrées séparées par des surfaces en granit clair et sa toiture en cuivre il rappelle les temples grecs.
L'entrée de Lyhdy donne sur un espace d'accueil qui est une partie du bâtiment Lozzi.
Comme pour Lozzi, l'espace d'accueil est sombre, et les matériaux utilisés sont la brique, le bois et les murs peints en blanc.
En 2014–2015, Lyhty a été rénové  en gardant son aspect d'origine.

## Galerie

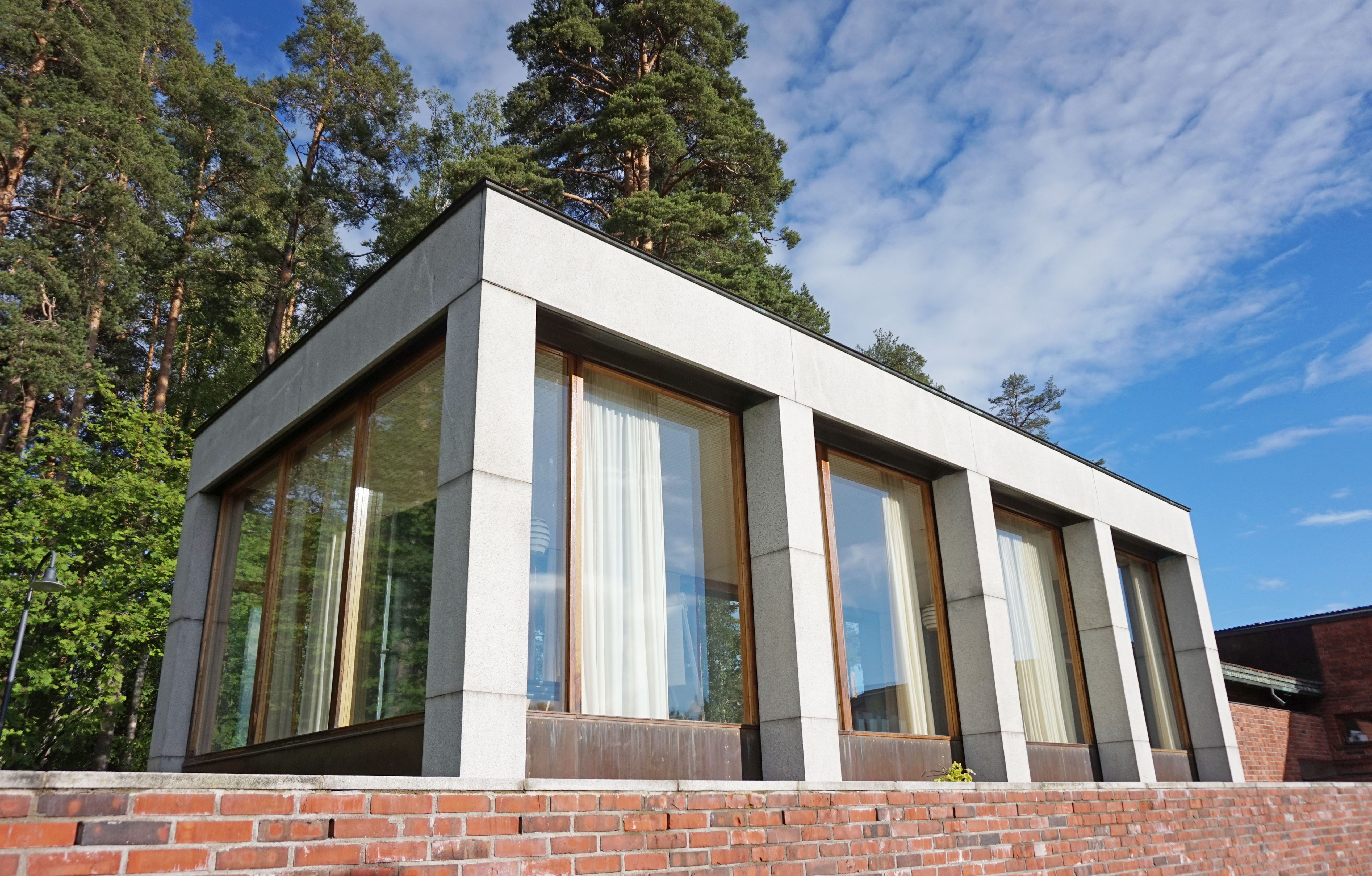
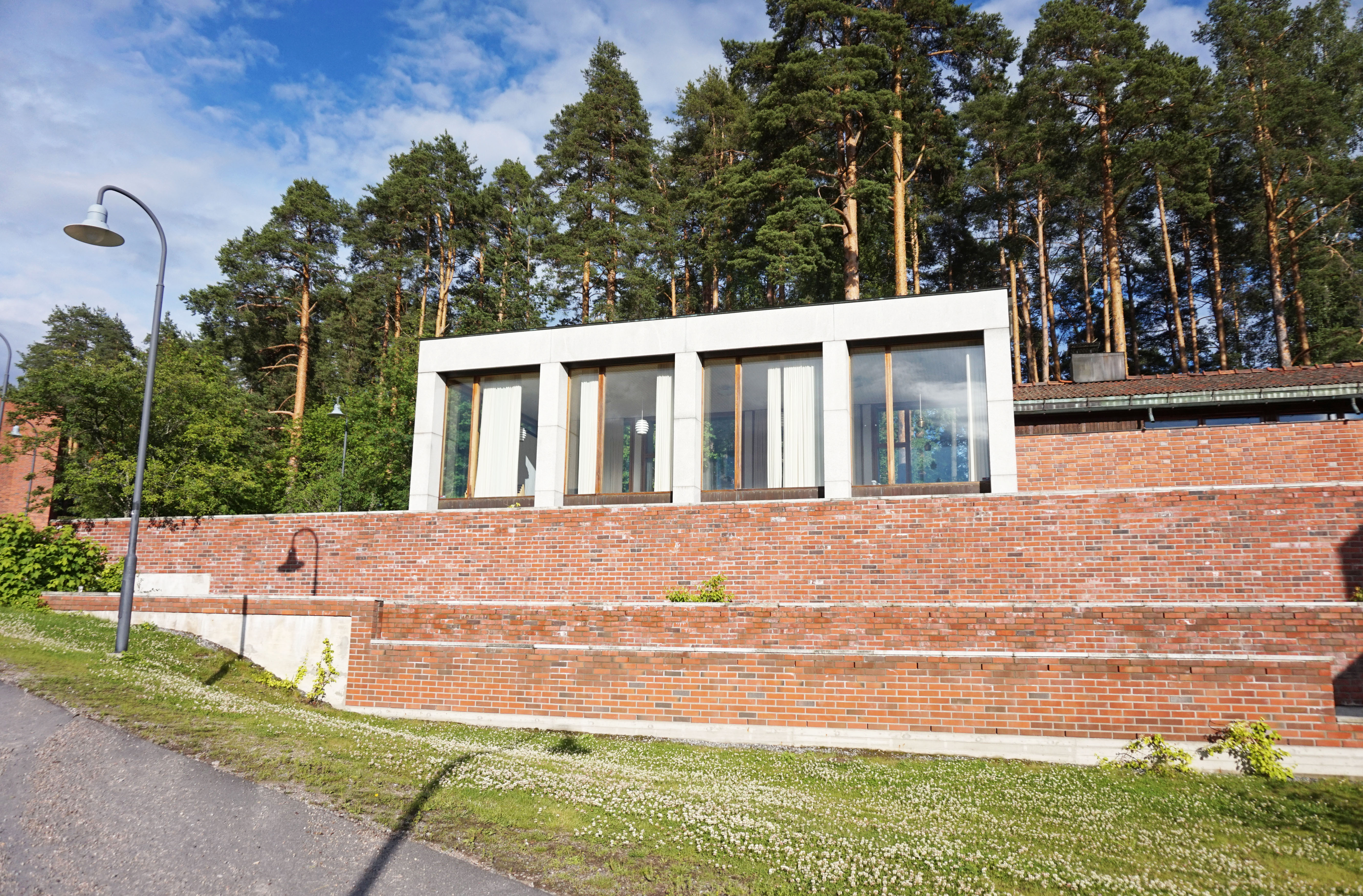
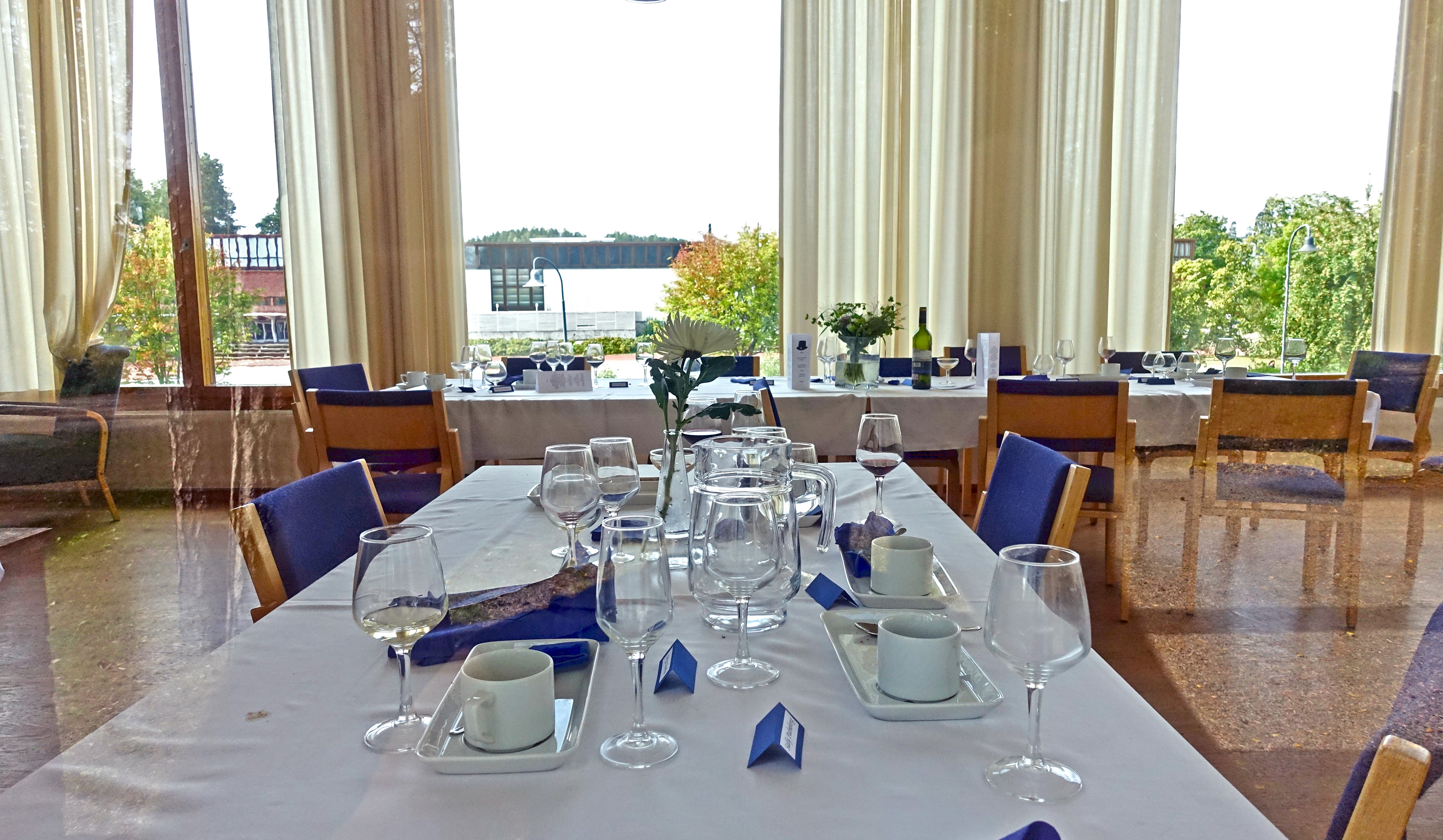

Congrès de recherche en langues finno-ougriennes en 1965.
Lyhty en 1984.
Lozzi et Lyhty vers 1955.